# Lucio Genucio Aventinense
Lucio Genucio Aventinense (in latino Lucius Genucius Aventinensis; ... – 362 a.C.) è stato un politico e militare romano.

## Primo consolato
Nel 365 a.C. fu eletto console con il collega Quinto Servilio Ahala.
Il consolato, tranquillo dal punto di vista militare, fu segnato da una grave pestilenza che imperversò a Roma, causa della morte di Marco Furio Camillo.
(Tito Livio, Ab Urbe condita, VII, 1)

## Secondo consolato
Nel 362 a.C. fu eletto console plebeo con il collega Quinto Servilio Ahala.
Genucio, primo console plebeo cui fosse state affidata una campagna militare, morì durante un'imboscata tesa dagli Ernici ai romani.
A quest'anno Livio fa risalire l'episodio leggendario di Marco Curzio, che si sacrificò, gettandosi in una voragine che si era aperta nel Foro Romano.